# Urashima Tarō

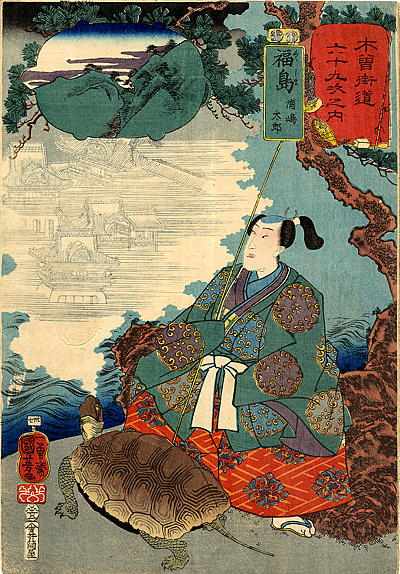
Urashima Tarō in un'illustrazione del XIX secolo.

Urashima Tarō (浦島太郎?) è il protagonista di una leggenda giapponese.

## Trama
La storia parla di un pescatore che soccorre una tartaruga malmenata sulla spiaggia da dei bambini e viene ricompensato con una visita al Ryūgū-jō, il Palazzo del drago.
Trascorre tre giorni felici in questo regno subacqueo. Alla fine, però, viene sopraffatto dalla nostalgia di casa e chiede alla regina Otohime il permesso di farvi ritorno. Lei acconsente e gli dona una scatola tempestata di gioielli, raccomandandogli però di non aprirla mai, per nessuna ragione. Giunto a casa, scopre che nel mondo reale sono trascorsi molti anni e quindi nessuno può ricordarsi di lui.
Caduto in depressione, si reca sulla spiaggia e si ricorda della scatola ingioiellata. La apre e fuoriesce una nuvola bianca che lo fa invecchiare, poiché la scatola conteneva la sua età reale.